# 隆格洛岩
58°24′S 26°29′W / 58.400°S 26.483°W
隆格洛岩（英語：Longlow Rock），是南極洲的岩石，位於南桑威奇群島的蒙塔古島西岸，處於博利角西南面2公里，在1930年由英國研究隊繪入地圖和命名，由英國海外領土管轄。